# توری کلی
توری کلی (به انگلیسی: Tori Kelly) (زاده ۱۴ دسامبر ۱۹۹۲) خواننده، ترانه‌سرا و صداگذار آمریکایی است.
او در سن ۱۶ سالگی در مسابقه تلویزیونی امریکن آیدل شرکت کردو بعد از حذف شدن از مسابقه کار کردن روی آهنگ‌های خودش را شروع کرد.
و در ۵۸مین مراسم جایزه گرمی کاندید جایزه گرمی برای بهترین هنرمند جدید شد.
او در سال ۲۰۱۶ در انیمیشن آواز گویندگی و در فیلم جری و مارج پولدار می‌شوند بازی کرد.